# Amsale Woldegibriel
Amsale Woldegibriel, née le 8 octobre 1960, est une athlète éthiopienne.

## Carrière
Aux Championnats d'Afrique d'athlétisme 1979 à Dakar, Amsale Woldegibriel est médaillée de bronze du 800 mètres. Elle est éliminée en demi-finales du 1 500 mètres féminin aux Jeux olympiques d'été de 1980 à Moscou.